# Stranka umjerenih
Stranka umjerene koalicije (švedski: Moderata samlingspartiet, skraćeno Moderaterna, "Umjereni") je liberalno konzervativna stranka u Švedskoj. Nalazi se u članstvu Međunarodne demokratske unije i Europske narodne stranke.
Osnovana je 1904. pod nazivom Opća izborna unija kako bi okupljala dotada međusobno nepovezane konzervativne zastupnike u švedskom parlamentu Riksdagu, odnosno suprotstavila se jačanju socijalista i liberala u Švedskoj. 
Stranka je 1934. godine bila prisiljena prepustiti vlast Švedskoj socijaldemokratskoj stranci te skoro četiri desetljeća ostala u opoziciji, s izuzetkom perioda drugog svjetskog rata kada je sa socijaldemokratima pod nazivom Nacionalna unija desnice činila koalicionu vladu. 
Godine 1952. je stranka promijenila ime u Desna stranka, a kao svojevrsnu reakciju na burne studentske proteste 1968. godine u današnje ime, nastojeći se predstaviti kao stranka zakona i reda. Međutim, birače je počela privlačiti tek kada je 1970.-ih počela skretati prema centru, odnosno prihvaćati određena liberalna načela, pogotovo u društvenim pitanjima. Taj je zaokret urodio plodom, te su Umjereni došli na vlast 1976. godine, te je očuvali do 1982. godine. Nakon toga su ih ponovno zamijenili socijaldemokrati, da bi od 1991. do 1994. godine opet bili na vlasti pod vodstvom Carla Bildta.
Iako je sama stranka nastavila rasti, njeni koalicioni partneri nisu, pa je od 1994. godine bila u opoziciji. Godine 2003. je dobila novog vođu u Fredriku Reinfeldtu koji je počeo uspješno koristiti korupcijske skandale vezane uz švedske socijaldemokrate, te se biračima predstaviti kao demokratska alternativa.
Na izborima 17. rujna 2006. su Umjereni, u koaliciji Savez za Švedsku koju još čine Liberalna narodna stranka, Demokršćani i Stranka centra, uspjeli odnijeti prevagu nad lijevom koalicijom koju vode socijaldemokrati a Fredrik Reinfeldt postaje premijer Švedske.

## Izbori za parlament
Izborni rezultati Stranke umjerenih u Švedskoj. Podatke obradio Švedski zavod za statistiku (Statistiska Centralbyrån).
| - 1911. 31,2 % - 1914.(I) 37,7 % - 1914.(II) 36,5 % - 1917. 24,7 % - 1920. 27,9 % - 1921. 25,8 % - 1924. 26,1 % - 1928. 29,4 % - 1932. 23,1 % - 1936. 17,6 % - 1940. 18,0 % | - 1944. 15,8 % - 1948. 12,3 % - 1952. 14,4 % - 1956. 17,1 % - 1958. 19,5 % - 1960. 16,6 % - 1964. 13,7 % - 1968. 13,9 % - 1970. 11,5 % - 1973. 14,3 % - 1976. 15,6 % | - 1979. 20,3 % - 1982. 23,6 % - 1985. 21,3 % - 1988. 18,3 % - 1991. 21,9 % - 1994. 22,4 % - 1998. 22,9 % - 2002. 15,3 % - 2006. 26,2 % - 2010. 30,1 % - 2014. 23,3 % - 2018. 19,8% |

## Predsjednici stranke
- 1904. – 1905. Gustaf Fredrik Östberg
- 1905. – 1906. Axel G. Svedelius
- 1907. Hugo Tamm
- 1908. – 1912. Gustaf Fredrik Östberg
- 1912. – 1935. Arvid Lindman, premijer 1906. – 1911. i 1928. – 1930.
- 1935. – 1944. Gösta Bagge
- 1944. – 1950. Fritiof Domö
- 1950. – 1961. Jarl Hjalmarson
- 1961. – 1965. Gunnar Heckscher
- 1965. – 1970. Yngve Holmberg
- 1970. – 1981. Gösta Bohman
- 1981. – 1986. Ulf Adelsohn
- 1986. – 1999. Carl Bildt, premijer 1991. – 1994.
- 1999–2003. Bo Lundgren
- 2003. – 2015. Fredrik Reinfeldt, premijer 2006. – 2014.
- 2015. – 2017. Anna Kinberg Batra
- 2017.– Ulf Kristersson

## Vanjske poveznice
- Moderata samlingspartiet (švedski)
- Službene stranice stranke  Arhivirana inačica izvorne stranice od 1. listopada 2012. (Wayback Machine)